# Geruchsverschluss

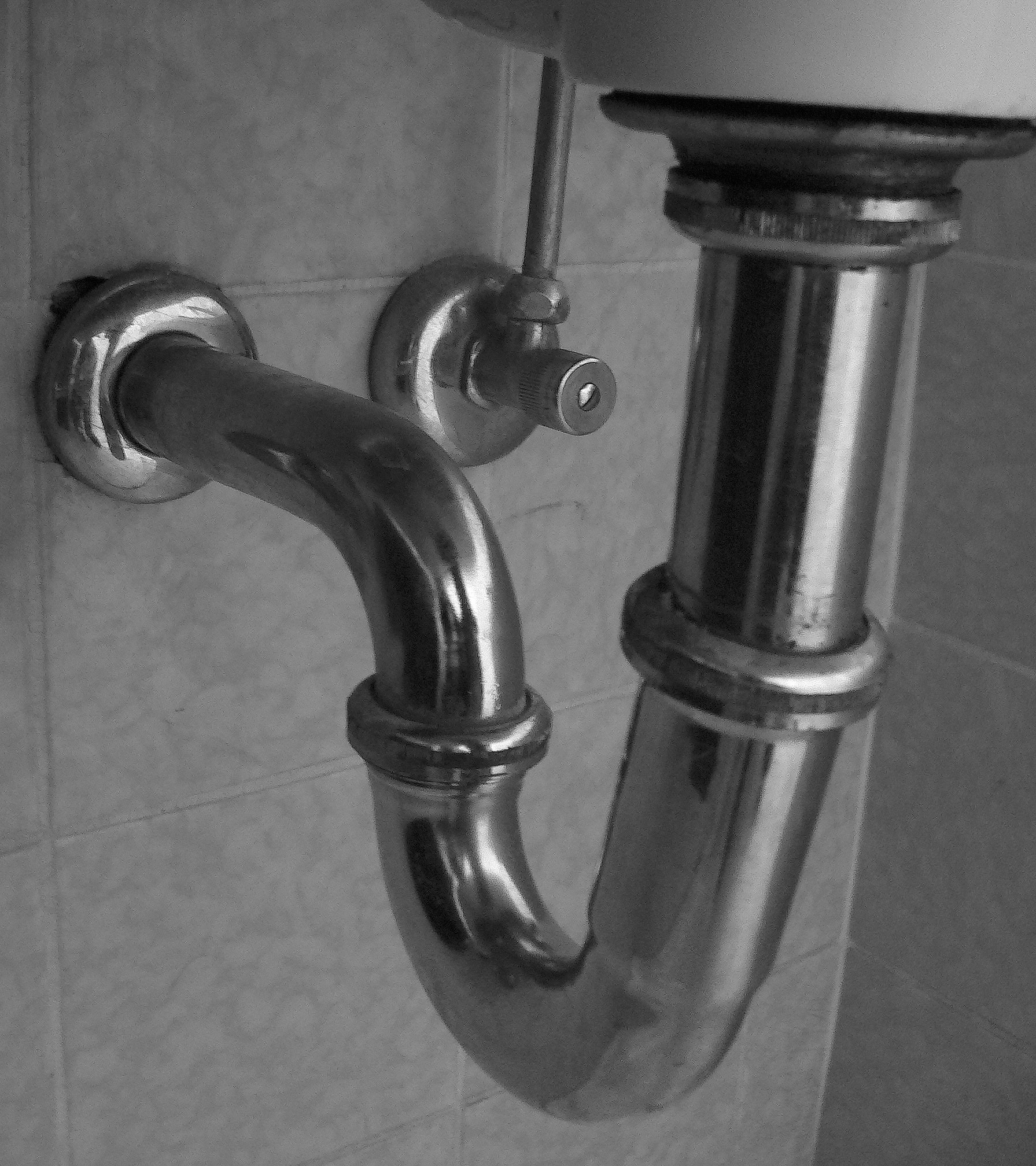
Röhrensiphon unter einem Waschbecken

Ein Röhrensiphon.
Rot: Abflussrohr mit Gasen; blau: Wasser

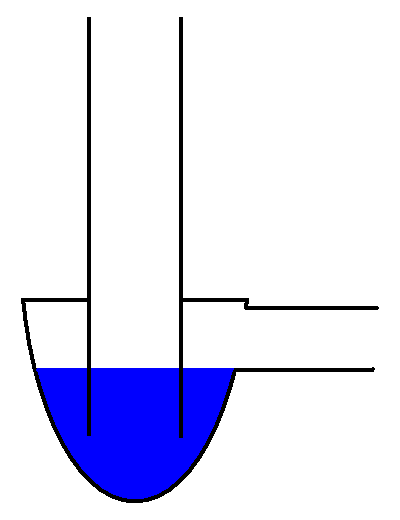
Flaschensiphon

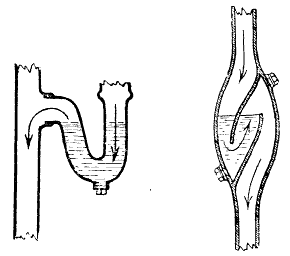
Funktionsweise

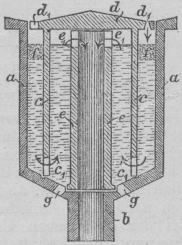
Schnittzeichnung eines von Wilhelm Beetz erfundenen „Ölsiphons“ für eine frühe Form von wasserlosen Urinalen. Auf dem Urin schwimmt die Ölschicht „f“, die die Verdunstung des Urins und die Bildung von übelriechenden Gasen verhindert.

Ein Geruchsverschluss oder Siphon (Lehnwort vom französischen siphon, Heber; von lateinisch sīpho zu altgriechisch σίφων síphōn, [Wasser-]Röhre) oder Trap(s) (von engl. trap, die Falle) ist ein geruchs- bzw. gasdichter, jedoch flüssigkeitsdurchlässiger Verschluss von Rohrsystemen und Gefäßen. Das Funktionsprinzip beruht auf einem S-förmigen Rohr, dessen untere Biegung stets mit Flüssigkeit gefüllt bleibt und damit den Durchlass von Kanalgasen verhindert.
Häufigste Anwendung des Siphons ist der Geruchsverschluss von Abwasserleitungen in Haushalten und Gewerbe, vor allem bei Waschbecken, Toiletten, Ausgüssen und Gullys. Der Austritt übelriechender Gase aus der Kanalisation ins Gebäude wird dadurch verhindert. Voraussetzung ist, dass die Abwasserleitung des Hauses an anderer Stelle, meist über das Dach, belüftet ist, so dass kein Unterdruck in der Kanalisation entstehen kann, der zum Absaugen des Sperrwassers führen würde.

## Geschichte
Bereits 230 v. Chr. war dieses Rohrsystem den Griechen bekannt.
Als Erfinder des Siphons gilt der Erfinder des modernen Wasserklosetts, Alexander Cumming, das erste Patent wurde am 19. Juni 1823 der Französin Benoist in Paris erteilt.

## Geruchsverschlüsse in der Hausinstallation
Man unterscheidet vier Arten nach ihrer Bauart:
- Röhrensiphon, die einfachste, U-förmige Bauart mit seitlichem Verlauf des Abflussrohrs
- Flaschensiphon, der senkrechte Ablauf taucht in einen Becher ein, der sich zunächst füllt, bevor das Wasser über den Rand des Bechers in den eigentlichen Abfluss abläuft; verbraucht weniger Platz als der Röhrensiphon, setzt sich aber schneller zu
- Tassensiphon, wie der Flaschensiphon mit geringerer Bautiefe, wird daher beispielsweise bei Duschrinnen in bodengleichen Duschen eingesetzt
- Tauchwandverschluss, findet sich beispielsweise in Bodeneinläufen, wo das Wasser in einem durch eine Wand unterteilten Becken stehen bleibt, die eine Hälfte des Beckens ist mit einem Gitter versehen und dient als Einlauf, die andere hat einen geschlossenen Deckel und ist mit dem Abflussrohr verbunden.
- Glockengeruchsverschluss
- Trockensiphon, enthält zusätzlich eine Kugel oder eine Klappe, welche eine Abdichtung auch nach Austrocknen des Siphons bei Nichtgebrauch des Ablaufs gewährleistet.

Eine weitere Bauform, z. B. bei Urinalen, ist der Absaugsiphon. Er arbeitet nach dem Saugheberprinzip und zieht das Abwasser mit deutlichem Unterdruck ins Abflussrohr.
Die Siphons von wasserlosen Urinalen sind speziell konstruiert. Sie enthalten je nach Bauform einen Schwimmer, eine flüssigkeitsdurchlässige Membran oder eine spezielle Sperrflüssigkeit, die innerhalb des Siphons konstruktiv zurückgehalten wird.

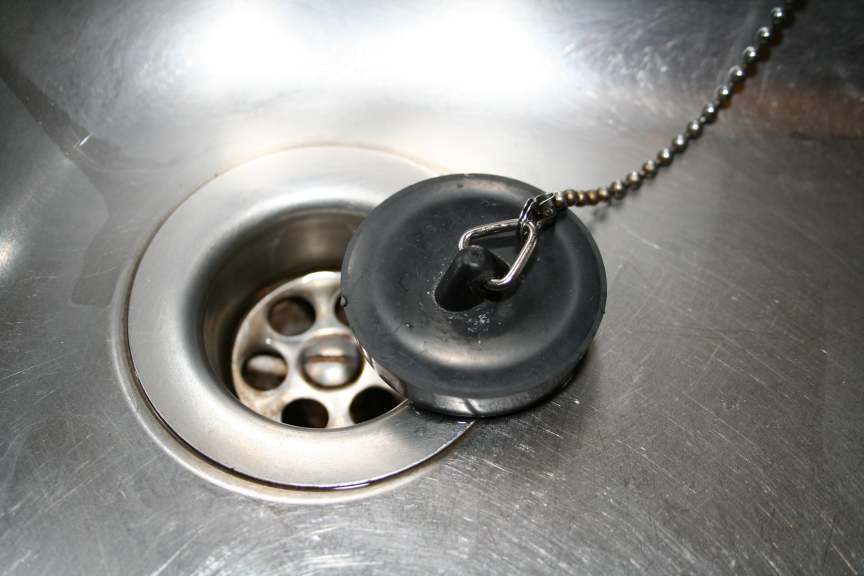
Gegen die Austrocknung des Siphons hilft ein Gummistöpsel, der auch das Austreten von Gerüchen verhindert.

In Deutschland ist die Sperrwasserhöhe aller Geruchsverschlüsse nach DIN 1986-100 genormt. Bei Regenwasserabläufen ist sie 100 mm, bei Schmutzwasserabläufen 50 mm. 
Bei selten benutzten Siphons (beispielsweise in Brennwertkesseln und Lüftungsgeräten, bei denen im Regelfall nur im Winterhalbjahr Kondensat anfällt und durch den Siphon abgeführt wird) verdunstet das Wasser im Laufe der Zeit, so dass dann keine Geruchsabdichtung mehr gegeben ist.
Abhilfe schafft
- das Wasser regelmäßig nachzufüllen,
- eine geringe Menge Glycerin in den Ablauf zu geben, was das Verdunsten des Sperrwassers verhindert, oder
- einen speziellen Trockensiphon zu verwenden, bei dem entweder die Verdunstung des Sperrwassers oder das Entweichen von Gerüchen konstruktiv ausgeschlossen ist.[3]

Darüber hinaus sammeln sich am Boden des Geruchsverschlusses gerne Schlamm und Absetzstoffe, so dass die Durchlässigkeit bis zur Verstopfung nachlässt: Eine regelmäßige Pflege und Kontrolle beugt hier vor. Chemische Lösungsmittel belasten die Kanalisation und Klärwerke. Nötigenfalls ist das Röhrensystem zur Reinigung auseinanderzunehmen; sehr alte Siphons aus Blei oder Gusseisen, die nicht zerlegt werden können, haben an der Biegung meist eine Reinigungsöffnung, die mit einer Schraube verschlossen ist. Geraten unbeabsichtigt feste Teile wie Schmuck oder dergleichen in den Abfluss, lassen sie sich unter Umständen im Geruchsverschluss wiederfinden.

## Weitere Anwendungen
Nach dem gleichen Prinzip arbeiten Gasverschlüsse bei Gärtanks oder Weinfässern während des Gärvorgangs (siehe auch Gärröhrchen) sowie bei einer Vielzahl anderer chemischer Prozesse unter Luftabschluss, bei denen Gase entstehen, die durch den Siphon entweichen können. Bei Sauerkrauttöpfen bildet eine mit Wasser gefüllte rundumlaufende Rinne, in die der Deckelrand eintaucht, einen Siphon.
Der Kugelsiphon ist zur Entwässerung von Klimageräten und Kanalkühlern mit Unterdruck gegenüber der Umgebung geeignet. Er füllt sich selbständig und verhindert das Leersaugen bei Druckstößen.